# Non credo in niente
Non credo in niente è un film del 2023 diretto da Alessandro Marzullo, al suo esordio alla regia di un lungometraggio.

## Trama
Il film è un viaggio notturno nella vita di quattro ragazzi alla soglia dei trent'anni, che non vogliono rinunciare alle proprie passioni, nonostante il loro progetto di vita stia prendendo una direzione diversa da quella che speravano. I nomi dei protagonisti non vengono mai citati direttamente, ma indicati con appellativi generici nei titoli di coda.
Centocelle (Giuseppe Cristiano) è un aspirante attore, dal carattere taciturno e scontroso, che alterna rari provini a sesso occasionale. È amico di Meccanico (Gabriel Montesi) un ragazzo che lavora nell'officina di famiglia, dal carattere estroverso ma a tratti sovrastante; si è di recente lasciato con la sua ragazza e si sfoga raccontando le vicende a Centocelle, che ascolta passivo. Meccanico deride frequentemente il fratello della sua ex-compagna per la sua presunta omosessualità, persona che tuttavia Centocelle frequenta per i suoi contatti nel mondo del cinema.
Una sera si ritrovano assieme nello stesso locale: si genera una discussione ed i tre vengono alle mani. A seguito della lite, Centocelle è frustato dal comportamento dell'amico, rimproverandogli di sovrastarlo costantemente nelle loro discussioni; quando però Meccanico lo invia ad aprisi con lui, Centocelle non riesce a esternare i suoi pensieri e rimane in silenzio.
Jonio (Mario Russo) e Cara sono una coppia di ragazzi che condividono la passione per la musica. I due lavorano da molti anni in nero nella cucina di un ristorante sotto un capo dispotico. La loro relazione è in crisi perché entrambi frustrati dalla pesante routine quotidiana e l'impossibilità di dedicarsi alla loro passione. Cara decide di presentare domanda al concorso per diventare insegnante di musica, professione che Jonio non apprezza ed interpreta come un fallimento di carriera. 
Alla fine del film il rapporto tra i due si fa progressivamente più freddo, e Cara scopre di non essere stata ammessa al concorso da insegnante.
Numero 4 (Demetra Bellina) è una hostess di volo e aspirante cantante; a causa del suo lavoro, si trova spesso ad alloggiare in diversi alberghi. Una sera in un bar fa amicizia con il receptionist dell'hotel in cui alloggia (Antonio Orlando), un ragazzo introverso che ama la scrittura e che porta sempre con sé un quaderno sul quale appunta frasi ed eventi della sua vita.
Numero 4 è colpita dal ragazzo e lo invita a passare una notte assieme nella sua camera; prima di lasciarsi, la ragazza lascia il suo numero di telefono, che si rivela però essere falso. Receptionist è cosi costretto a cercarla in vari alberghi di Roma, sino a incontrarla di nuovo apparentemente per caso. 
I due passano una seconda notte assieme, entrambi frustrati e insoddisfatti dalle loro vite, sfogano l'un l'altro la loro rabbia interiore. Prima di andar via, Numero 4 rivela di aver scelto appositamente il nuovo albergo dove lavorava Receptionist, dunque il loro nuovo incontro non è stato casuale.
Alla fine del film, Numero 4 decide di lasciare il suo posto da hostess, dopo essersi salutata e confidata con la sua collega di cabina (Jun Ichikawa).
Tutti i personaggi hanno vite separate e non si incontrano durante il film, ma hanno un punto di riferimento in comune: un venditore ambulante di bibite e panini, il Paninaro, che con il suo chiosco aperto durante le ore notturne incontra a turno tutti i protagonisti, i quali confidano i loro problemi e insoddisfazioni, e ai quali dispensa, spesso in modo discordante, consigli di vita.

## Produzione
Il film è stato girato in pellicola super16mm in sole 12 notti nell'arco di 8 mesi, a partire da Settembre 2020, con un budget molto ridotto. Il regista Alessandro Marzullo ha dichiarato che la scelta di ambientazioni notturne è stata presa anche per motivi di costi. 

## Promozione
Il teaser trailer è stato pubblicato il 15 giugno 2023, mentre il primo trailer ufficiale è stato rilasciato il 24 luglio dello stesso anno su Hollywood Reporter.

## Distribuzione
Il film è stato presentato in anteprima il 23 giugno 2023 alla 59ª Mostra Internazionale del Nuovo Cinema di Pesaro ed è uscito nelle sale italiane il 28 settembre dello stesso anno.
Per questo film Alessandro Marzullo è stato candidato come miglior regista esordiente al Ciak d'oro 2023 classificandosi secondo.
A partire dal 6 maggio 2024 il film è stato distribuito nei cinema italiani proiettato in pellicola 35mm. È la prima volta che un film italiano viene distribuito in pellicola dal 2014.
Il film è stato distribuito a evento da Daitona e Flickmates, totalizzando un incasso al botteghino in Italia di $ 48,698.
È stato distribuito in home video a partire dal 9 maggio 2025 in DVD e Blu-ray da Navona Films.

## Riconoscimenti
- Ciak d'oro 2023
  - Candidatura al Miglior regista esordiente a Alessandro Marzullo[14]

- Catania Film Festival 2023
  - Miglior Film Indipendente Europeo[15]